# 24 Heures du Mans 1949
Navigation
Édition précédente Édition suivante
Les 24 Heures du Mans 1949 sont la 17e édition de l'épreuve et se déroulent les samedi 25 et dimanche 26 juin 1949 sur le circuit de la Sarthe (départ donné à seize heures le samedi).

## Nombre de pilotes qualifiés pour la course
Pour cette première édition d'après-guerre, ce sont 98 pilotes qui s'élancent depuis la grille de départ de ces dix-septièmes 24 Heures du Mans. Une seule femme sera présente lors de ce départ.
| 61 Français | 28 Britanniques | 3 Tchécoslovaques | 2 Belges | 2 Espagnols |
| 1 Américain | 1 Suisse        |                   |          |             |

## Classement final de la course

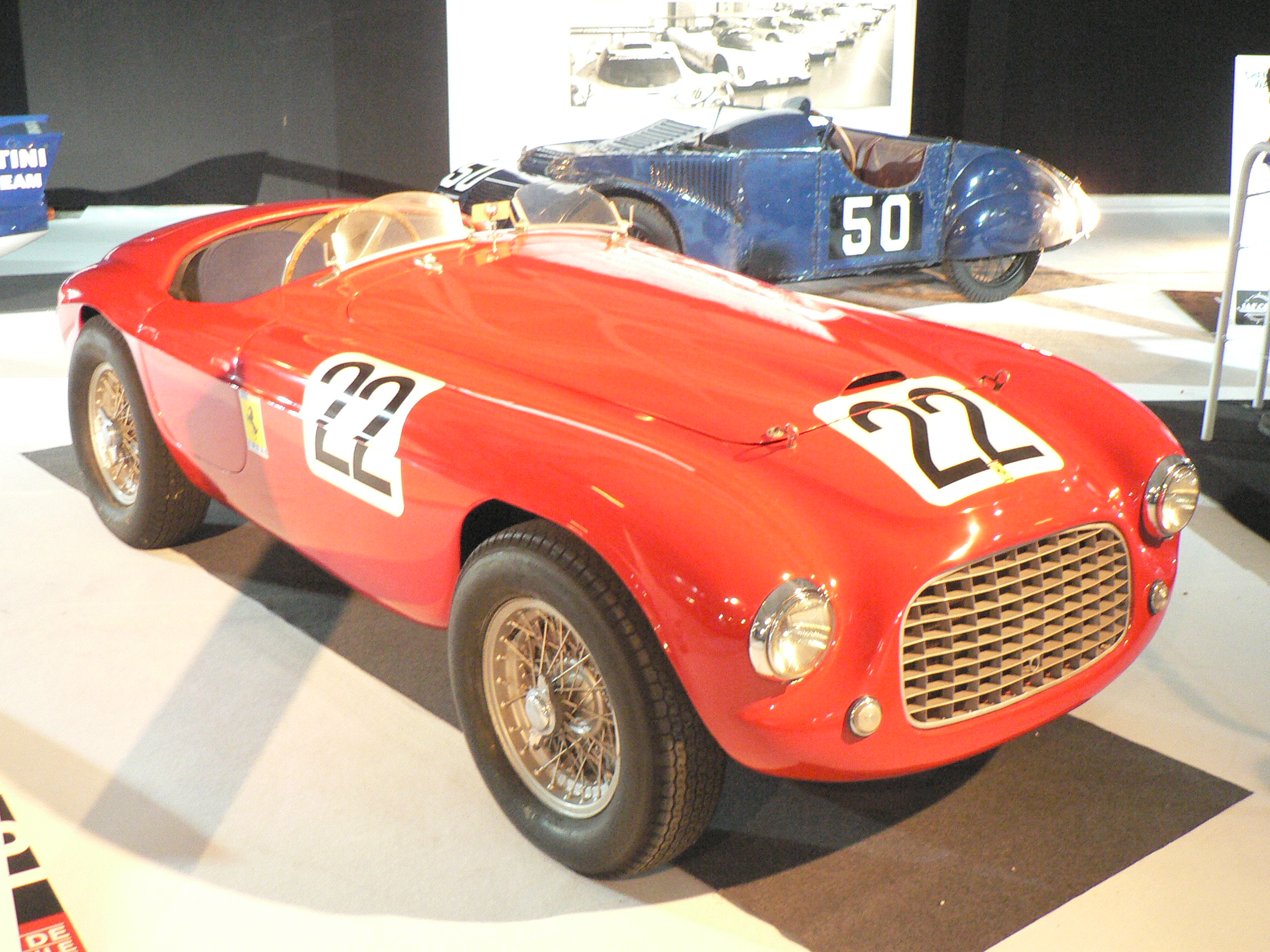
La Ferrari 166 MM de Chinetti/Selsdon, vainqueurs de la course.

| Pos. | Catégorie | no | Écurie                       | Pilotes                             | Châssis                                | Moteur                     | Tours |
| ---- | --------- | -- | ---------------------------- | ----------------------------------- | -------------------------------------- | -------------------------- | ----- |
| 1    | S 2.0     | 22 | Lord Selsdon                 | Lord Selsdon Luigi Chinetti         | Ferrari 166MM                          | Ferrari 2.0L V12           | 235   |
| 2    | S 3.0     | 15 | Henri Louveau                | Henri Louveau Juan Jover            | Delage D6S-3L                          | Delage 3.0L i6             | 234   |
| 3    | S 2.0     | 26 | Mrs. P. Trevelyan            | Harold John Aldington Norman Culpan | Frazer Nash High Speed Le Mans Replica | Bristol 2.0L I4            | 224   |
| 4    | S 3.0     | 14 | W.S. Watney                  | Louis Gérard Francisco Godia        | Delage D6S-3L                          | Delage 3.0L I6             | 212   |
| 5    | S 5.0     | 11 | Pierre Meyrat                | Pierre Meyrat Robert Brunet         | Delahaye 135CS                         | Delahaye 4.0L I6           | 210   |
| 6    | S 5.0     | 6  | H.S.F. Hay                   | H.S.F. Hay Tommy Wisdom             | Bentley 4¼ Paulin                      | Bentley 4.3L I6            | 210   |
| 7    | S 2.0     | 27 | Arthur Jones                 | Arthur Jones Nick Haines            | Aston Martin 2-Litre Sports (DB1)      | Aston Martin 2.0L I4       | 207   |
| 8    | S 1.5     | 35 | Écurie Lapin Blanc           | Eric Thompson Jack Fairman          | HRG 1500 Lightweight Le Mans           | Singer 1.5L I4             | 202   |
| 9    | S 5.0     | 12 | René Bouchard                | René Bouchard Pierre Larrue         | Delahaye 135MS                         | Delahaye 3.6L I6           | 200   |
| 10   | S 5.0     | 9  | Henry Leblanc                | Henry Leblanc Jean Brault           | Delahaye 135CS                         | Delahaye 3.6L I6           | 194   |
| 11   | S 2.0     | 29 | Robert Lawrie                | Robert Lawrie Robert W. Walker      | Aston Martin 2-Litre Sports (DB1)      | Aston Martin 2.0L I4       | 193   |
| 12   | S 1.1     | 44 | Monopole-Poissy              | Jean de Montrémy Eugène Dussous     | Monopole Sport                         | Simca 1.1L I4              | 185   |
| 13   | S 3.0     | 20 | Jack Bartlett                | Jack Bartlett Nigel Mann            | Healey Elliott                         | Riley 2.4L I4              | 180   |
| 14   | S 1.1     | 47 | N.J. Mahé / R. Crovetto      | Norbert Jean Mahé Roger Crovetto    | Simca 8                                | Gordini 1.1L I4            | 178   |
| 15   | S 750     | 58 | Let-Aviation                 | František Sutnar Otto Krattner      | Aero Minor Sport 750                   | Aero 0.7L Flat-2 (2 temps) | 177   |
| 16   | S 1.5     | 41 | Auguste Lachaize             | Auguste Lachaize Albert Debille     | DB Tank                                | Citroën 1.5L I4            | 176   |
| 17   | S 1.1     | 52 | André Guillard               | André Guillard Théodore Martin      | Simca 8                                | Gordini 1.1L I4            | 156   |
| 18   | S 750     | 60 | Écurie Verte                 | Emmanuel Baboin Pierre Gay          | Simca 6                                | Simca 0.6L I4              | 156   |
| 19   | S 750     | 59 | Jacques Poch                 | Ivan Hodač Jacques Poch             | Aero Minor Sport 750                   | Aero 0.7L Flat-2 (2 temps) | 150   |
| Abd. | S 5.0     | 1  | André Chambas / Écurie Verte | André Chambas André Morel           | Talbot-Lago Grand Sport Coupé          | Talbot-Lago 4.5L I6        | 222   |
| Abd. | S 3.0     | 18 | Auguste Veuillet             | Auguste Veuillet Edmond Mouche      | Delage D6-3L                           | Delage 3.0L I6             | 208   |
| Abd. | S 2.0     | 28 | Mrs. R.P. Hichens            | Pierre Maréchal Donald Mathieson    | Aston Martin 2-Litre Sports (DB1)      | Aston Martin 2.0L i4       | 192   |
| Abd. | S 5.0     | 4  | Charles Pozzi                | Pierre Flahaut André Simon          | Delahaye 175S                          | Delahaye 4.5L I6           | 179   |
| Abd. | S 1.5     | 42 | René Bonnet                  | René Bonnet Charles Deutsch         | DB 5                                   | Citroën 1.5L I4            | 175   |
| Dsq. | S 1.5     | 43 | G.E. Phillips                | George Phillips R.M. Dryden         | MG TC Special Body                     | MG 1.3L I4                 | 134   |
| Abd. | S 5.0     | 8  | Louis Villeneuve             | Marius Chanal Yves Giraud-Cabantous | Delahaye 135CS                         | Delahaye 3.6L I6           | 128   |
| Abd. | S 5.0     | 10 | R.R.C. Walker Racing Team    | Tony Rolt Guy Jason-Henry           | Delahaye 135CS                         | Delahaye 3.6L I6           | 126   |
| Abd. | S 5.0     | 5  | Ets Delettrez                | Jean Delettrez Jacques Delettrez    | Delettrez Diesel                       | Delettrez 4.4L I6 (Diesel) | 123   |
| Abd. | S 1.1     | 45 | Monopole-Poissy              | Jean Hémard Raymond Leinard         | Monopole                               | Simca 1.1L I4              | 120   |
| Abd. | S 1.1     | 48 | Just-Émile Vernet            | Just-Émile Vernet Claude Batault    | Simca 8                                | Simca 1.1L I4              | 118   |
| Abd. | S 1.1     | 56 | Jacques Savoye               | Jacques Savoye Marcel Renault       | Singer Nine Le Mans Replica            | Singer 1.0L I4             | 97    |
| Abd. | S 5.0     | 2  | Écurie France                | Paul Vallée Guy Mairesse            | Talbot-Lago Monoplace Décalée          | Talbot-Lago 4.5L I6        | 95    |
| Abd. | S 1.1     | 54 | Mme Vivianne Elder           | Vivianne Elder René Camérano        | Simca 8                                | Simca 1.1L I4              | 95    |
| Abd. | S 1.1     | 46 | Robert Redge                 | Félix Lecerf Robert Redge           | Simca Dého                             | Simca 1.1L I4              | 89    |
| Abd. | S 1.1     | 50 | Amédée Gordini               | Pierre Veyron José Scaron           | Simca-Gordini T8                       | Simca 1.1L I4              | 88    |
| Abd. | S 1.5     | 34 | Écurie Lapin Blanc           | Jack Scott-Douglas Neville Gee      | HRG 1500 Lightweight Le Mans           | Singer 1.5L I4             | 83    |
| Abd. | S 3.0     | 16 | Marc Versini                 | Marc Versini Gaston Serraud         | Delage D6-3L                           | Delage 3.0L I6             | 58    |
| Abd. | S 2.0     | 23 | J.A. Plisson                 | Jean Lucas Pierre Louis-Dreyfus     | Ferrari 166MM                          | Ferrari 2.0L V12           | 53    |
| Abd. | S 5.0     | 3  | Charles Pozzi                | Eugène Chaboud Charles Pozzi        | Delahaye 175S                          | Delahaye 4.5L I6           | 52    |
| Abd. | S 2.0     | 30 | Peter Monkhouse              | Peter Monkhouse Ernest Stapleton    | Aston Martin Speed Model               | Aston Martin 2.0L I4       | 45    |
| Abd. | S 1.1     | 51 | Robert Tocheport             | Robert Tocheport Roget Carron       | Simca 8                                | Simca 1.1L I4              | 45    |
| Abd. | S 1.5     | 36 | Just-Emile Vernet            | Georges Trouis Roger Eckerlein      | Riley RMA                              | Riley 1.5L I4              | 40    |
| Abd. | S 2.0     | 31 | Dudley C. Folland            | Anthony Heal Dudley Folland         | Aston Martin Speed Model               | Aston Martin 2.0L I4       | 26    |
| Abd. | S 5.0     | 7  | Écurie Rosier                | Louis Rosier Jean-Louis Rosier      | Talbot-Lago Spéciale                   | Talbot-Lago 4.1L I6        | 21    |
| Abd. | S 1.1     | 57 | Camille Hardy                | Camille Hardy Maurice Roger         | Renault 4CV                            | Renault 0.8L I4            | 21    |
| Abd. | S 1.5     | 33 | Écurie Lapin Blanc           | Peter Clark Mortimer Morris-Goodall | HRG 1500 Lightweight Le Mans           | Singer 1.5L I4             | 11    |
| Abd. | S 3.0     | 19 | Aston Martin Lagonda Ltd.    | Leslie Johnson Charles Brackenbury  | Aston Martin DB2                       | Lagonda 2.6L I6            | 6     |
| Abd. | S 2.0     | 32 | Louis Eggen                  | Louis Eggen Egon Kraft de la Saulx  | Alvis TA 14                            | Alvis 1.9L I4              | 6     |
| Abd. | S 1.1     | 49 | Amédée Gordini               | Jean Trévoux Marcel Lesurque        | Simca-Gordini TMM                      | Simca 1.1L I4              | 5     |

Détail :
- La no 43 M.G. Twin Cam a été disqualifiée pour aide extérieure.

## Record du tour
- Meilleur tour en course :  André Simon (no 4, Delahaye 175S, Écurie Charles Pozzi) en 5 min 12 s 5 (155,428 km/h).

## Prix et trophées
- Prix de la Performance :  Lord Selsdon (no 22, Ferrari 166MM)
- 15e Coupe Biennale :  Lord Selsdon (no 22, Ferrari 166MM)

## Heures en tête
| n° | Voiture                       | Écurie        | Pilotes                         | Heures   | Total     |
| -- | ----------------------------- | ------------- | ------------------------------- | -------- | --------- |
| 3  | Delahaye 175S                 | Charles Pozzi | Eugène Chaboud Charles Pozzi    | 1re à 4e | 4 heures  |
| 23 | Ferrari 166MM                 | J.A. Plisson  | Jean Lucas Pierre Louis-Dreyfus | 5e       | 1 heure   |
| 2  | Talbot-Lago Monoplace Décalée | Écurie France | Paul Vallée Guy Mairesse        | 6e       | 1 heure   |
| 22 | Ferrari 166MM                 | Lord Selsdon  | Lord Selsdon Luigi Chinetti     | 7e à 24e | 18 heures |

## À noter
- Longueur du circuit : 13,492 km
- Distance parcourue : 3 178,299 km
- Vitesse moyenne : 132,420 km/h
- Écart avec le 2e : 15,723 km

### Filmographie
- Les 24 heures du Mans en 1949 filmées par Pierre Bouveret, à voir sur le site de la Cinémathèque de Bretagne